# Rachael Watson
Rachael Watson (30 de janeiro de 1992) é uma nadadora paralímpica australiana, medalhista de ouro em 2016, no Rio de Janeiro, sob a bandeira da Austrália.
Em Tóquio 2020, conquistou o título dos cinquenta metros livre da S4 e estabeleceu o recorde paralímpico da prova com 39 segundos e 36 centésimos.

## Detalhes
Nasceu com paralisia cerebral diplegia, resultante do parto prematuro. Tem dois irmãos, James e Jonathan – o primeiro também tem paralisia cerebral, enquanto o outro é são.